# 히카타정 (지바현)
히카타정(干潟町)은 지바현 가토리군에 설치되었던 정이다. 현재의 아사히시에 해당한다.
2005년 7월 1일에 (구) 아사히시, 가이조군, 우나카미정, 이오카정과 합병해 아사히정이 되었기 때문에 소멸했다.

## 역사
- 1955년 4월 10일 - 고조촌, 주와촌, 만자이촌이 합병해 성립하였다.
- 2005년 7월 1일 - 아사히시, 가이조군, 우나카미정, 이오카정과 합병해 새로운 아사히시가 신설되어, 동일 히카타정은 폐지되었다.

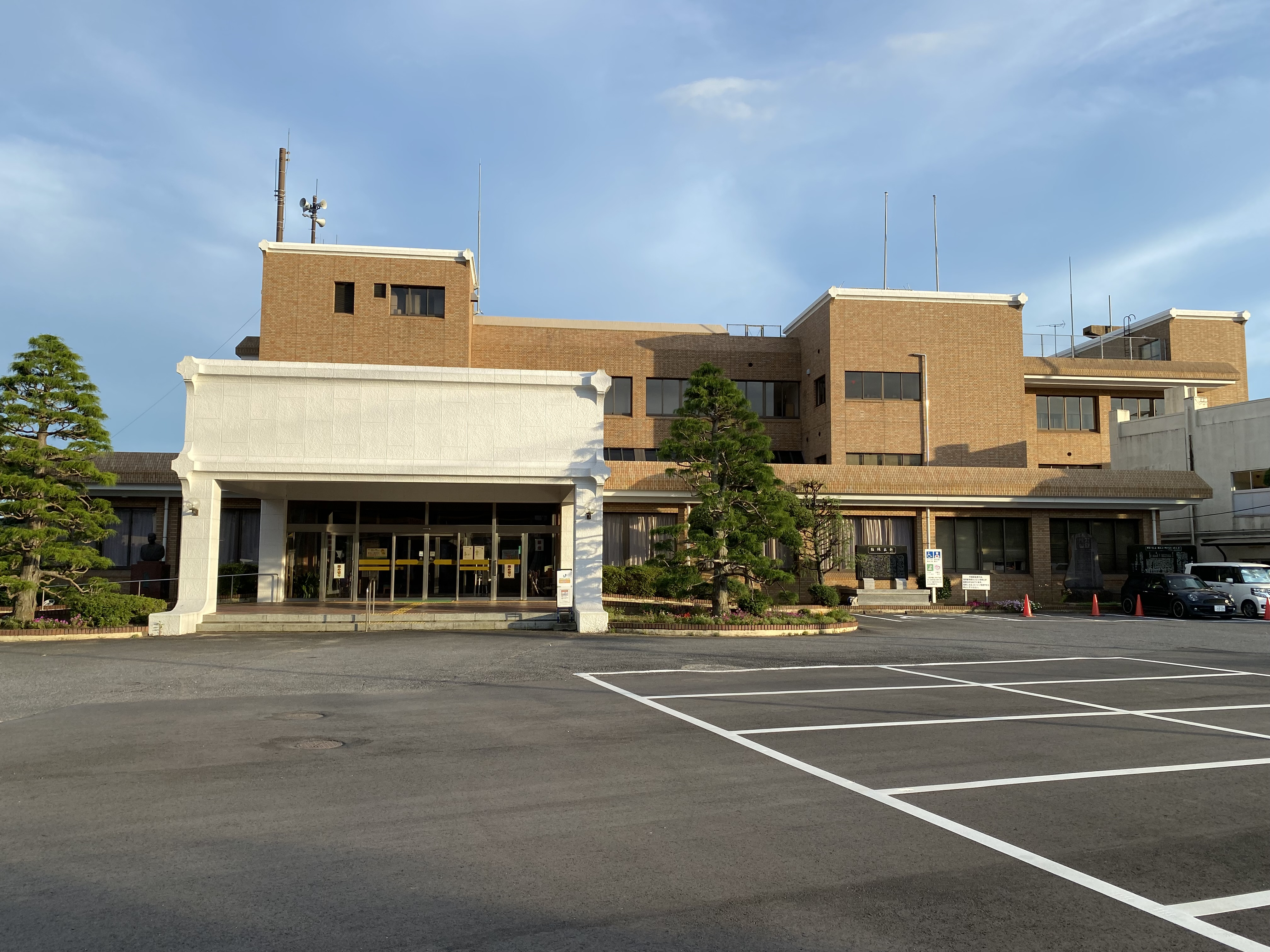

## 교통
정내에는 철도는 다니지 않는다. 가장 가까운 역은 동일본 여객철도 소부 본선 히카타역 및 아사히역을 이용했었다.